# Forchtenberg
Forchtenberg é uma cidade da Alemanha, no distrito de Hohenlohekreis, na região administrativa de Estugarda, estado de Baden-Württemberg.